# 잉여가치
잉여가치(독일어: Mehrwert, 영어: surplus value)는 노동착취 때문에 투입된 원 자본가치보다 그 가치가 증식된 부분이다.
원재료 또는 생산수단과 노동력의 결과로 하나의 상품이 탄생하고 그 상품은 이윤을 낸다. 그러나 이 자본주의 생환구조에서 '노동력'은 불변하는 원재료 또는 생산수단과 달리 주관적으로 측정할 수 없는 가변법칙적인 가치이다. 이 때문에 가변가치(노동력)를 증가시키므로 얻는 부차적인 자본의 증식 현상 또는 그 증식 된 자본을 '잉여가치'라 한다. 마르크스주의에서는 이 잉여가치 구조를 공산주의 이론에 맞게 설명하여 잉여가치론을 내세웠고 이 잉여가치론에서는 이러한 잉여가치와 같은 자본주의 모순구조 때문에 자본주의 체제는 반드시 멸망하여 사회주의 체제로 바뀐다고 주장하였다.
정상적인 경제 행위에서 부가가치란 있을 수 있어도 '잉여가치'란 있을 수 없다. 경제 법칙에서 자본의 움직임은 다른 한 사람이 얻으면 또 다른 한 사람은 잃게 되는 것이다. 특정한 시기 또는 특이 현상 때문에 일어나는 조절 불가능한 부가가치는 경제력의 원동력을 추가로 내어주는 역할밖에 할 수 없다는 제한점이 있지만 '잉여가치'는 인위적으로 조절 가능하며 또한 그 가치가 실존시켜 실체화시킬 수 있다. 그래서 정상적인 경제 활동에 있어서 '잉여가치'란 이야기될 수 없는 법칙이다. 이 잉여가치에서는 '노동력'도 하나의 '가치'로 판단한다. 이윤을 가져오는 '상품'을 만들 때는 노동력(A)과 원재료 또는 생산수단인(P)가 들어간다. 생산수단은 불변가치이기 때문에 이 가치를 만들어내려면 또 다른 '자본'이 필요하다. 그 때문에 이 가치는 존재는 하지만 증대되는 이윤관계에서 실체가 없는 가치이다. 그러나 '노동력(A)'는 다르다. 자본주의 구조에서는 자본가에 의한 노동력 조절이 가능하며, 노동력을 올려 노동착취(A') 단계에 가면 일을 하는 '노동자'의 경우는 그만큼 시간을 잃으므로 그에 따른 보상으로 얻는 이득도 생길 것이라는 법칙이 성립한다. 그러나 이 모순적인 구조에서 이득을 얻는 쪽은 생산수단과 노동력 조절권을 가지고 있는 '자본가'이며 그 이윤은 후에 상품을 쥐고 있는 자본가에게 돌아간다. 그리고 노동착취로 생겨난 이득이 바로 '잉여가치(M)'이다.
이 '잉여가치'는 자본가에 의해 경제력의 원동력이 되거나 사익추구로 변할 수 있다. 그러나 대부분 사익추구 목적으로 사용되며, 생산수단을 소유한 자본가는 잉여가치라는 효과를 더욱더 효과적으로 보기 위해서 노동착취(A')를 할 것이다. 제일 흔한 수단의 노동착취는 '저임금'이다. 이는 늘어나는 상품 가치에 비해 적은 임금을 줌으로써 그만큼 늘어나는 잉여가치를 만들어낸다는 의의가 있다.
예를 들면 60의 노동력과 40의 원재료로 100의 상품을 만든다. 이때 원재료는 실존하지만, 자본가가 함부로 그 가격을 변화시킬 권한이 없는 불변가치이기 때문에 상품을 팔아 얻는 이득인 100에서 원재료(P) 값인 40을 뺀 다음, 60이라는 노동력은 가변가치이기 때문에 드는 자본의 비용이 무조건 60 미만일 것이고, 결국 1에서 60사이라는 최종 이윤이 나온다. 그러나 60의 노동력은 자본가가 조절할 수 있으며 실제로 이 노동력을 위해 투입되는 자본은 60 미만이겠지만, 그 수준을 60을 초과하여 70으로 올릴 수 있다. 60보다 10이 더해진 수치는 그만큼 노동자들의 부담으로 가게 되는데 이 10의 수치는 임금을 삭감하거나, 정해진 시간을 초과하여 일을 시키는 등 여러 가지 부담의 정도로 표현할 수 있다. 그리고 노동자에게 들어간 10의 부담은 자본주의 경제 활동의 필연적인 법칙성 때문에 10의 이익으로 자본가에게 다시 돌아온다. 그리고 그 10은 잉여가치(M)이 되는 것이다.

## 같이 보기
- 카를 마르크스
- 자본론
- 공산주의
- 경제학